# らいよんチャン
らいよんチャン (Liyonchan) は、近畿広域圏を放送対象地域に定める毎日放送（MBS）のマスコットキャラクター（ステーションキャラクター）。
2003年6月2日に、毎日放送（当時はテレビ・ラジオ兼営局）のテレビ放送部門における番組宣伝のメインキャラクターとしてデビュー。局内では正社員と同等の扱いを受けていて、2003年度以降の「社員名簿」にも「本社Mビジョン推進局PR部の専属スタッフ」として記載されている。2021年3月からは、『よんチャンTV』（MBSテレビ→毎日放送が29日から平日の夕方に放送中の報道・情報番組）のメインキャラクターも兼務。

## 概要
2003年6月2日に、MBSテレビの番組宣伝におけるメインキャラクターとして誕生した。誕生当初は1分間の番宣番組「らいよんチャンネル」に登場するだけであったが、後述する経緯から、後にラジオ放送部門（MBSラジオ）を含めたステーションキャラクターへ発展。テレビでは、地上アナログ放送から地上デジタル放送への移行を機に、EPGで表示されるステーションアイコンにも用いられている。
アーティスト集団、アーティストバンクジャパン所属のイラストレーター・カトウソウが、キャラクターデザインを担当。声を当てているのはオカノアキラ（岡野晶）で、らいよんチャン関連の楽曲も制作している。
大阪弁のイントネーションを生かしたメッセージや、上記他局のステーションキャラクターと一線を画するポリシー（「直接的な番組の宣伝をさせない」「サブキャラクターを設けない」など）が特徴。2017年10月からLINE上で公開されている「おしゃべりらいよんチャン」（毎日放送を中心に開発したチャットボット）にも、以上の特徴を引き継がせている。
また、MBSでは2020年4月6日から、『ゴエが行く!らいよんチャンニュース!』（吉本興業との共同制作によるミニ番組）を毎週月曜日の22:57 - 23:00に放送。SDGsへ取り組んでいる地域・団体・企業を「ゴエ」（吉本興業に所属するザ・プラン9の浅越ゴエ）が取材した実写映像を基に、ニュースキャスターに扮したらいよんチャンが、SDGsの実現に向けた17の目標をアニメーションを通じて毎回1つずつ伝えている。さらに、『ビズらいよん　今日はコレがおすすめDESHOW』という1分番組を、平日の10:24 - 10:25（TBSテレビからの同時ネットを実施している『ひるおび』午前枠の直前）と月・火曜日の25時（火・水曜日の午前1時）前にレギュラーで編成。複数の企業・団体からのインフォマーシャルだけで構成されている番組でありながら、「らいよんチャン」のアニメーションとオカノの声を、オープニングとエンディングの映像に用している。
2021年には、名前の一部をタイトルに冠した『よんチャンTV』（平日夕方の報道・情報番組）が3月29日（月曜日）から放送を開始することに伴って、同番組のメインキャラクターにも起用。アニメーション映像の活用にとどまらず、着ぐるみをスタジオに登場させているほか、オカノアキラの声によるナレーションを生放送の随所に入れている。
毎日放送では開局70周年の2021年4月1日付でラジオ放送事業を「株式会社MBSラジオ」（略称は「Mラジ」）へ移管したことに伴ってテレビ単営局へ移行したため、「らいよんチャン」は同日から「毎日放送のステーションキャラクター」の役割を正式に担っている。毎日放送では、テレビ単営局への移行を機にテレビ放送のコールサインを「JOOR-DTV」から「JOOY-DTV」に変更したため、変更時刻（4月1日の0:00）の前後に『らいよんチャンネル』（後述）を特別に放送。『よんチャンTV』のPRを兼ねて同番組のスタジオセットで収録された映像を通じて、コールサインの変更をメインパーソナリティの河田直也（毎日放送アナウンサー）と共に伝えた。

## 特徴
マスコット名の「らいよんチャン」は、ライオンと毎日放送テレビジョンのアナログチャンネルと地上デジタル放送のリモコンキーIDの「第4チャンネル」を絡ませたものである。喋りだけが脱力系っぽい独特の雰囲気があるのキャラである、当初は同じ関西系のサンテレビのマスコットキャラクターの「おっ！サン」みたいにやる気もなさげで口調も性格も完全脱力系ではあったが、トーンだけは脱力色を残したまま徐々に表情・口調に喜怒哀楽のパターンが大幅に増えマスコット色がより強くなったキャラとなっている（2020年代になると明るさをより出す為か声のトーン自体も昔より少し高目ケースも増えてきた）。ちなみに2005年春ごろから地上デジタル放送受信機表示アイコンでも4とともに使用されている。風貌はライオンではあるが、ソフトなパンチパーマにしたタテガミを持ち、尻尾の先端は「4」の形をしている（日本テレビ放送網の『なんだろう』も尻尾の先端は「4」の形だが、『なんだろう』は4が丸文字となっている。またミヤギテレビの『だよん』も尻尾の先端が「4」の形をしている）。
「らいよんチャンネル」のオープニングは、大抵は、屋根の上に立っているらいよんチャンが、「らいよーんチャンネルー。ガアァーオォーウゥーッ」と吼えながらアクビをする（この時、同時にお尻を掻く）、というパターンのアニメーションとなっている。星空の下で屋根の上でうたた寝をしている時にズルッと屋根から滑り落ちそうになり、焦るバージョンもある（これは、「らいよんチャンネル」の番組終了時に登場することが多い）。
- また、タイトルには様々なバリエーションがあり、「らいよーんチャンネルー」の部分が普通のアニメで、「ガアァーオォーウゥーッ」の部分がブロックアニメという構成のものなどがある

毎日放送の放送対象地域である関西地方での認知度や人気は高く、同局が2017年に配信したメールマガジン『MBSおじゃマガ』によれば、在阪局のマスコットキャラクターの中でトップという。また、JNNデータバンクによる2019年11月の調査では、全回答者のうち90.7%が「（らいよんチャンを）見たことがある」、32.8%が「おもしろい」、28.3%が「好き」と回答している。このような人気を背景に、JR西日本のポスターへ一時起用されたほか、MBSテレビ限定で放送される他企業のインフォマーシャルにも随時登場。関連会社に当たるCS放送のGAORAにもたびたび登場していることから、関西以外の地方でもその姿を見られる。
毎日放送の本社M館1階のオープンスペース「ちゃやまちプラザ」には、「らいよんチャンが住んでいる家」というイメージで「らいよんチャンハウス」を設置。一般に開放されているほか、主催イベントの会場へ一時的に移設されることもある。さらに、本社がある梅田エリア（大阪市北区）で阪急バスが2013年4月24日から定期的に運行している「UMEGLE-BUS」（うめぐるバス）では、同年5月24日から、らいよんチャンの顔や足跡が側面に描かれたラッピングバス（専用車両）1台を走らせている。
2022年には、毎日放送でも4月29日（金曜日）の『よんチャンTV』（万博記念公園内のイベント会場からの生中継）から「らいよん号」（「らいよんチャン」の顔がボディーの前面に描かれたルノー・カングー）の運用を開始した。「らいよん号」は国土交通省近畿運輸局のなにわ自動車検査登録事務所から「なにわ365　44 - 44」というナンバープレートを交付されているため、毎日放送が制作する番組（『よんチャンTV』など）の生中継・ロケの収録で随時使用。使用しない場合には、毎日放送が運営に関与するイベントで一般向けに展示されることや、同局および番組のPRを目的に公道を走らせることがある。
「らいよんチャン」の顔立ちや目鼻立ちは、MBSテレビ番組宣伝メインキャラクターとしてのデビュー当初から少しずつ変化している。その一方で、テレビのリモコンキーIDが「4」であることを踏まえて、4本指のフットプリント（足跡）だけをロゴに使用することもある。毎日放送が（前身の新日本放送時代からの通算で）開局70周年とラジオ放送事業の分社化（法人としてのテレビ単営局化）を機に2021年4月1日から新調したステーションロゴには、掌に白抜き文字で「4」と描かれたフットプリントと「tomorrow」というメッセージを添えたバージョンを設けている。
ちなみに、MBSラジオで2023年の4月改編から「Mラジ公式キャラクター」として使用する「らじおんチャン」には、「（この年で誕生から20年目を迎える）らいよんチャンが小さい頃から愛用しているぬいぐるみ」という設定が為されている。「らじおんチャン」は「らいよんチャン」と違って瞳がつぶらで、「らいよんチャン」では「4」の字があしらわれている尻尾の先端には、ラジオ（Radio）を意味する「R」の字を充てている。

## ステーションキャラクター起用までの経緯
関西地方の民放テレビ局では、毎日放送が本社屋を現在地（大阪市北区茶屋町）へ移転した1990年から「エムぞう」というステーションキャラクターを登場させたことを皮切りに、関西テレビが「ハチエモン」（1995年から使用中）、讀賣テレビが「テレビヤン」（2000年から2008年まで使用）、旧法人時代の朝日放送が「キュキュ」（開局50周年を迎えた2001年3月から2015年6月14日まで使用）、テレビ大阪が「たこるくん」（2002年から使用中）といったキャラクターを相次いで誕生させていた。もっとも、毎日放送では『ちちんぷいぷい』の放送開始（1999年10月）を機に、同番組のメインキャラクターである「ぷいぷいさん」が事実上ステーションキャラクターを兼ねていた。
その一方で、MBSテレビの番組宣伝業務を担う毎日放送本社PR部では、（ラジオを含めて）同局の番組にレギュラーで出演していたタレント（河内家菊水丸、オセロ、かつみ♥さゆりなど）や同局のアナウンサー（増田一樹、関岡香、三上智恵、加藤康裕、八木早希など）を代々登場させてきた番宣番組（かつての番組名は『チャンネルメイト』）のリニューアルを計画。わずか1分間の番組ながら常に新しい企画が求められていることを背景に、PR部員の下谷敢が、番組宣伝向けのマスコットキャラクターとして「らいよんチャン」を考案した。下谷は、「視聴者に対して『（MBSの）番組をぜひ見て下さい』『（MBSの番組を）お楽しみに!』と勧めるより、『見たければ見れば?』と割り切れるほど醒めた目線と、勧める気のなさそうな姿勢で接した方が面白い」という意識をかねてから持っていたことを背景に、「顔がいつも眠たそう」というライオンの絵コンテを自ら作成。さらに、『らいよんチャンネル』の放送開始当初は、トーケンズのヒット曲として知られる「ライオンは寝ている」（The Lion Sleeps Tonight）を「らいよんチャンのイメージと重なる」という理由でBGMに採用した。「らいよんチャン」の考案は窮余の一策で、『たこるTV』（テレビ大阪の番宣番組）で当時から流れているアニメーション映像（「たこるくん」が両腕を下ろしたまま水平方向に振りながら左右に何度も往復する映像）や、2002年9月からテレビCMなどで人気を博していた「NOVAうさぎ」（株式会社NOVAが旧法人時代から使用しているコーポレートキャラクター）がヒントになったとされる。
「らいよんチャン」の転機になったのは、デビュー翌年の2004年から2008年まで、毎日放送が毎年夏に大阪城公園で「オーサカキング」というイベントを開催したことである。同局では、「らいよんチャン」とライオン・キング（劇団四季による日本語版ミュージカルの大阪公演を事業局が後援）をベースに、開催2年目の2005年から「らいよんキング」というマスコットキャラクターを設定（肩書は「オーサカキング宣伝隊長」）。「らいよんキング」は、「らいよんチャン」に王冠と王様風の衣装と（「オーサカキング＝Osaka King」にちなんでアルファベットの「OK」をかたどった）髭を加えただけながら、子どもたちやオーサカキングの来場者を中心に大きな人気を博した。この人気を受けて、「『らいよんチャン』自体をオーサカキングのメインキャラクターに据えてしまおう」という機運が局内で高まったため、2008年の開催分では「らいよんチャン」を前面に押し出す方針に変更（公式マスコットキャラクターは金魚がベースの「オーサカキンギョ」）。オーサカキング自体はこの年で終了したものの、「ぷいぷいさん」が事実上ステーションキャラクターの役割を兼ねていたこともあって、2009年頃からは「らいよんチャン」をステーションキャラクターに起用している（初代キャラクターの「エムぞう」は自然消滅）。
前述したように、毎日放送の社内では「社員」として扱われているため、登場10年目の2013年には入社式で「10年勤続表彰」を受けた。
考案者の下谷は男性で、考案後もPR部に籍を置きながら、「プロデューサー」という肩書で2020年の途中まで「らいよんチャン」関連の業務を担っていた。同年の途中から女性部員の水野愛美が下谷からプロデューサー職を引き継いだことを機に、かわいい一面を前面に押し出した企画を新たに進めている。

## らいよんチャンのバリエーション
- 「よん」だけに、ヨン様（ペ・ヨンジュン）になりきったこともある（「らい、よん様〜」という女性の声に、「呼んだ?」と言って振り向く）。また、これとは別にいびきを掻きながら寝ていると目を覚まして起き上がり「呼んだ?」と振り向くパターンもある。プロ野球シーズンになると、打者になりきったらいよんチャンが登場するバージョンも流れる（空振り、ボテボテのゴロ、ジャストミートの3パターンがあって、どのパターンでもお腹が揺れる）2014年にはらいよんチャンがピッチャーになりきるバージョンも制作された。
- EXILEのメンバーが「Choo Choo TRAIN」のイントロで披露している縦列ダンスさながらに、「♪らいよんチャンネルRide on time,らいよんチャンネルDance all night〜♪」という英語風のダンスミュージックに合わせて、数匹のらいよんチャンが回転しながら踊るバージョンが使われることも多い。オリジナルのアニメーション映像では「らいよんチャンが分身の術を使っているかのように見せる」「MTVに似たロゴ（表記は『4TV』）を表示させる」といった演出も施されていて、2022年7月からは、このバージョンをモチーフに用いた学研教室のインフォマーシャルも毎日放送（関西ローカル）限定で流れている。
- 関西ローカルで有名だったパルナス製菓（廃業）のCMの歌をアレンジした「らいよんチャン&パルナーズ」や、らいよんチャンがピンボールの玉になった「らいよんチャンピンボール」（結末は落ちる前に掴まるか、そのまま落ちるかがある）、「らいよんチャンボウリング」（ピンに突進して避けられるオチとピンの手前で躓いて倒れ、1本だけ呆れたようにピンが倒れるオチの2パターンがある）「チョコボールバージョン」などが製作されている。
- 目をつぶり、両手を握りながら「うーん…」といい、目が開いた時にはたてがみは宙に浮き、らいよんチャンは丸坊主になる。この時彼は「ウソ!?」という。
- サッカーワールドカップドイツ大会期間中は、「ガンバレ日本代表」としてゴールキーパーに扮したバージョンや、2006世界バレーではレシーブに挑戦するバージョン（高石太が吉本新喜劇の座員時代に披露していたネタにちなんで摩擦でお腹を火傷したあげく「あ〜つ！あつ！あつ！」と慌てふためくオチ）などが放送されている（この2バージョンは2007年以降、TBS系列がサッカーやバレーボールの日本代表戦中継を行なう際に、必ず登場している）。
- 全国高等学校ラグビーフットボール大会にちなみ、らいよんチャンがラグビーボールを蹴るも空振りしてしまい、ラグビーボールは倒れるというアニメーションが流れている。
- アイキャッチとして、チョコ菓子をばらまくとそのうちの二つが「ん？」と言いながららいよんちゃんになり、「よっ」とあいさつするものがある。
- 「手動戦士メタボらいよん」というロボットアニメの予告風CMが流れている。手動戦士メタボらいよんの設定は「無駄なカロリーを消費する脂肪燃焼型ロボット」「メタボな地球人を探している」「「行け！メタボらいよん、燃やせ！内臓脂肪」がキャッチコピー」「製作はらいよんプロ」[12]である。
- キー局のTBSが制作するテレビドラマを宣伝する際にも、らいよんチャンがドラマの役柄で登場する。
  - 2006年は、新春スペシャルドラマ『里見八犬伝』（主演滝沢秀明）では八犬士、1月期放送の金曜ドラマ『夜王 〜YAOH〜』（主演松岡昌宏）ではホスト、10月期放送の『セーラー服と機関銃』（主演長澤まさみ）では、セーラー服着用で機関銃を持った「星泉」ならぬ「獅子泉」に扮した。なお、獅子泉は長澤まさみが星泉名義でリリースした同ドラマの主題歌「セーラー服と機関銃」のPR用ポスターとして関西の大手レコード店にも登場した。
  - 2007年は、1月期放送の日曜劇場『華麗なる一族』（主演木村拓哉）では"華麗"と"カレー"の駄洒落でらいよんチャンが「らいよんカレー」を食べながら「華麗なる一族!」と言うシーンだった。
  - 2008年は、7月期放送の『魔王』にて、夜逃げする泥棒に扮して「マオ（魔王）〜ン」と吠えるシーンが放送されている。
  - 2009年は、1月クールのドラマにちなみ、『ラブシャッフル』ではDAIGO風のセレブ、『RESCUE〜特別高度救助隊』ではレスキュー隊員、『本日も晴れ。異状なし』では駐在さんにそれぞれ扮した。
  - 2010年は、4月クールのドラマにちなみ、「新参者」では、師匠風のらいよんちゃんが「おぬし、なにもの！？」と聞くと、渋い声で「新参者！」と名乗ったかと思うと、奇抜なサラリーマン風のらいよんちゃんが「初めまして〜」というも、師匠風のらいよんちゃんに「誰や、君」と呆れられるというものだった
  - 2015年は、4月クールのドラマにちなみ、『天皇の料理番』（主演佐藤健）ではコック姿をして手際よく調理し、酒の入ったビンのコルクを取ろうと力むが、取れたのと同時に酒も吹き出してしまうものだった。BGMは『キューピー3分クッキング』の出だし。
  - 2016年は、４月クールのドラマにちなみ、「99.9SEASONS one」では、らいよんチャンの顔をもしたグラフが、100パーセントに向かって進んでいくも、99.9パーセントで止まってしまいらいよんチャンが「あともうちょっとやったのに」というものがあった
  - 2018年は、7月クールのドラマにちなみ、「義母と娘のブルース」のブルース風に「義母と娘の」と歌うバージョンのものがあった。
  - 2019年は、１月クールのドラマにちなみ「初めて恋をした日に読む話」の鯉を釣り「初めて！」と感動するシチュエーションのものがあった。
  - 2021年は、1月クールのドラマにちなみ「オー!マイ・ボス!恋は別冊で」ではボス風らいよんチャンに扮しキメ顔をしていると手を白い猫にかまれるというもの、「俺の家の話」では赤い屋根の家の上で寝転んでいたらペンキが背中について驚くというシチュエーションで、「天国と地獄〜サイコな2人〜」では「天国と地獄」が流れる中、らいよんチャンが天国を歩いていると地獄に続く落とし穴に落ちるというもの、４月クールのドラマにちなみ、「着飾る恋には理由があって」では、らいよんチャンがよっしゃーと叫びながらドラをならすと番組ロゴ[13]がでるもの、「リコカツ」ではらいよんチャンがせーのと叫びながらドラをならすと番組ロゴ[13]がでるもの、４月クールのドラマにちなみ「#家族募集します」では、「#家族募集します」と書かれたプラカードを下げたらいよんチャンのもとにさまざまなライオンが来て、らいよんチャンが「え！？思ってたんとちゃう」というもの、「プロミス・シンデレラ」では、ホールで、茶髪のお団子結びで、ピンクのドレスとカチューシャを着て、ガラスの靴をためしていたらいよんチャンが「プロミス～」といいながら力み、その後美女風の顔になり「シンデレラ」といった後にガラスの靴が割れ、驚くもの、10月クールのドラマにちなみ「婚姻届に判を捺しただけですが」ではらいよんチャンがハンコにはあーと息をかけ「よいしょ」と言いながら視聴者に向かってハンコを押すと「らいよん」と書かれた判が押されるというもの、「最愛」では、らいよんちゃんが「サイ」というとサイが現れ「愛」といいながらサイを撫でるもの、「日本沈没-希望のひと-」では、総理大臣に扮したらいよんちゃんが「希望は、ある」というものだった。
  - 2022年は、1月クールのドラマにちなみ「ファイトソング」では汗をかきながら二人の男性と走っていると、「ファイト！」と応援されるもそのふきだしをどけて、「あかん、もう無理！」というもの、「妻、小学生になる」ではランドセルを背負ったらいよんちゃんが「白いところだけ踏んで帰ろー」といいながら横断歩道をわたるもの[14]、４月クールのドラマにちなみ「マイファミリー」では、らいよんチャンファミリーの家族写真撮影の様子が流れるというもの、「インビジブル」ではテレビをみているらいよんちゃんがみかんをとろうとするもなく「イ、インビジブル!？」といっているのを隅っこでみかんをもっている二匹のネズミがみているというもの、「持続可能な恋ですか」ではニュートンのゆりかごになったらいよんチャンが「これいつまで続くん」というもの、7月期放送ドラマにちなみ「オールドルーキー」ではらいよんチャンがグラウンドのベンチに座りオーラを出していると監督らしき人物[15]に「行くぞ、新人」と言われるもの、「ユニコーンに乗って」では、メルヘンな世界でらいよんチャンがユニコーンに乗ろうとするも載れず「乗られへん」といい、ユニコーンがよこに首をふるというもの、10月期放送ドラマにちなみ「アトムの童」では、荒野の中の崖の上で、鉄腕アトムのコスプレをしたらいよんチャンが「十万馬力」といいながら岩をもちあげようとするが、岩が少ししか上がらないというもの、「君の花になる」では植物図鑑にのっている「ダンデらいよん」に扮し、「きみのもんやで」というものだった
  - 2023年は、1月期放送ドラマにちなみ「夕暮れに、手をつなぐ」では、夕暮れの時間帯の川沿いで、様々なカップル[16]が仲良くしているシーンが流れた後、らいよんチャンが「誰もおらへん」というもの、「100万回言えばよかった」では、らいよんチャンが赤い屋根の上にいると流れ星が見え、「お腹いっぱいから揚げ」という願い事をしようとするも二回目の「お腹いっ」ぐらいで流れ星が消えてしまい、最後に「間に合わへん」といい落ち込むもの、「Get Ready!」では、「Ready」の掛け声の後にらいよんちゃんがゲッツをするもの、4月期放送ドラマにちなみ、「王様に捧ぐ薬指」では、らいよんキングがリズムにのりながら「らいよんキング」といい、「キング」のタイミングで髭をのばすもの、「ペンディングトレイン-8時23分、明日 君と」では、駅に電車が来て、車掌に扮したらいよんちゃんが「ペンディングトレインまいります」というもの、「ラストマン-全盲の捜査官-」では、列の最後尾で「ここが最後尾です」という札を持って「ラストマン」というもの、7月期放送のドラマにちなみ、「18/40〜ふたりなら夢も恋も〜」では、番組ロゴ[13]の前をらいよんチャンが通り、4の前で「よん！」といいながら体で4を表現するもの、「トリリオンゲーム」では、某鑑定団番組で、鑑定してもらっていると、結果が1兆円だったというもの、「VIVANT」では、「この夏、冒険が始まる」のナレーションとともに「VIVANT」の文字の中にらいよんちゃんが映るというもの、10月期放送のドラマにちなみ、「フェルマーの料理」では料理対決の審査員に扮したらいよんチャンがスパゲッティを食べて「星4.4444.... 」というもの「マイ・セカンド・アオハル」では、らいよんチャンが大学の庭の木陰で本を読んでいると紙飛行機が飛んできて、らいよんちゃんが紙飛行機を開けると「すき？」と書かれていて、最後にらいよんちゃんが「これがアオハルなん？」というもの、「下克上球児」では、ユニフォームを着て、目を燃やしながら野球の試合に挑もうとするらいよんちゃんの映像が流れたあとに、審判にコールド負けを宣告され、らいよんちゃんが「うそやん」と叫ぶものだった。
  - 2024年は、1月期放送ドラマにちなみ「Eye Love You」では、らいよんチャンが両手で両目を指して「アイ」といい、片方の瞼を下げると「ラブ」とかかれており、瞼を下げたままらいよんちゃんが「ラブ」といい、もう片方の瞼を下げると「ユー」とかいており、瞼を下げたままらいよんちゃんが「ユー」というもの、「不適切にもほどがある!」ではらいよんチャンが怪しげな背景の前で「不適切なこと言うで」と言いながら歩いてきて「ほんまに言うで」と言いながらニヤッと不吉な笑みを浮かべた後、らいよんちゃんの顔がアップになり、らいよんちゃんが叫ぼうとするもピロピロという自主規制音が流れてしまうというもの、「さよならマエストロ〜父と私のアパッシオナート〜」では、らいよんちゃんが指揮をしていると、ハエが飛んできて、ハエたたきで追い払おうとするもの、4月期ドラマにちなみ「アンチヒーロー」では夕焼け空にたつ鉄塔のうえにたつ、ヒーローの格好をしたらいよんちゃんが鳥につつかれて倒れ、「おりられへん」というもの、「9ボーダー」では、らいよんチャンの9のつく歳に撮影された写真[17]が壁に飾ってあるというもの「くるり〜誰が私と恋をした?〜」ではキュート、クール、ワイルドの3タイプのらいよんチャンが出てきてから、らいよんチャンがタイトルコールをするというもの、7月期ドラマにちなみ「笑うマトリョーシカ」では不吉な笑みを浮かべたらいよんちゃんのマトリョーシカが回りながら次々出てくるというもの、「西園寺さんは家事をしない」では割烹着を着てほうきをもったらいよんちゃんがルンバにのって「行けー!」といったが、ルンバがあらぬ方向に行ってしまい「そっちちゃう」というもの、「ブラックペアン（シーズン2）」では黒いペアンの持ち手が、ひっくり返るとらいよんちゃんの顔になるというものというもの、１０月期ドラマにちなみ「あのクズを殴ってやりたいんだ」ではらいよんチャンが紙くずをつるし、殴ろうとするも、揺れて殴れないというもの、「ライオンの隠れ家」では犬小屋でらいよんチャンが安らいでいる映像が流れたあと、「狭いとこって落ち着くわぁ〜」というセリフが流れながら、犬小屋の壁がらいよんちゃんのおしりによって突き破られているもの（ちなみに、同じJNN系列の北海道放送の「ライオンの隠れ家」宣伝CMにらいよんチャンがカメオ出演している）、「海に眠るダイヤモンド」では、海に沈むダイヤモンドを緑色の魚のコスプレをしたらいよんちゃんが「もーらい！」と言いながら手に取るものだった。
  - 2025年は、1月期放送ドラマにちなみ「御上先生」では、先生に扮したらいよんちゃんが「みかみは、上から読んでも、下から読んでもみかみ」であることを生徒に伝えるというもの、「まどか26歳、研修医やってます!」では「らいよんちゃん21歳、ペン習字やってます」と言いながらペン習字をしているもの、「クジャクのダンス、誰が見た？」では、クジャクの羽のついたサンバの服を着て踊っていたら、誰も観ていないことに気づき「誰も観てへんやん」と嘆くもの、4月期放送ドラマにちなみ「キャスター」では、よんチャンTVのスタジオで、スーツを着たらいよんちゃんがキャスター付きの椅子でふざけたあと、「次のニュースです」というもの、「対岸の家事」では、桃太郎のおばあさんに扮したらいよんちゃんが洗濯をしている最中にモモを見つけるも、中から桃太郎ではなく、大量の洗濯物が現れ、舌打ちするもの、「イグナイト」では、時限爆弾が作動する中「行かないと！消さないと！イグナイト！」と言いながら爆弾の火を消そうとするらいよんちゃんというもの、7月期放送ドラマにちなみに「DOPE 麻薬取締部特捜課」にちなみ、D、O、Pそれぞれの前でポーズをとったあとに、番組ロゴ[13]の前でもポーズをとるもの、「初恋DOGs」では、ペットショップで売られているチワワに一目惚れするらいよんちゃんというもの、「19番目のカルテ」では、体の不調を訴えるらいよんちゃんに対して医者が食べ過ぎと診察するものだった。
  - ドラマではないが、2008年秋に、MBS制作で全国ネット放送された『地球感動配達人 走れ!ポストマン』にちなんで、らいよんチャンが郵便配達人に扮したり、元気家族テレビ となりのマエストロにちなんで、マエストロに扮したらいよんちゃんがピアノを弾いていると、隣のおじさんに扮したらいよんちゃんに「何時やおもてんねん」と怒られる映像がながれたり、進撃の巨人の映画や展覧会の宣伝を兼ねたコラボ作品「進撃のらいよん」がMBS公式YouTubeで公開されたり、[18][19][20]、2015年5月には、MBSが製作・企画・プロデュースで協力しているアニメ『進撃の巨人』のパロディCMを放送したり[21]、（同作からの抜粋映像に、らいよんチャンが合成で登場する。）「劇場版呪術廻戦0」とのコラボで、らいよんチャンが映画版の五条のコスプレをして領域展開を行うも「みえへん」といいながら目隠しを少しとるアニメや、「ハイキュー!!終わりと始まり」の放送にちなんで、日向翔陽のコスプレをしたらいよんちゃんがバレーのアタックに挑戦しようとするも失敗し「めっちゃいたーい」と言うアニメ[22]が流れたり、「ダンダダン」の放送にちなんで、らいよんチャンによる「我々はあなた方のバナナがほしいです」というセリフが流れながら、セルポ星人のコスプレをしたらいよんちゃんの映像[23]、「ウィッチウォッチ」の放送にちなんで、ニコの仮装をして「ペラペランコ」と唱えると[24]、紙のようにペラペラになったらいよんちゃんが現れる映像が流れたりしている。
- 「らいよんカレー」はもともと、2006年のオーサカキング向けに考案されたもので、実際に作る様子が実写撮影され、オンエアされた。この時使用したらいよんカレー皿はオーサカキングで売り出され、現在[いつ?]でも購入可能である。
- 「ぷいぷいさん」（「らいよんチャン」登場前までの同局イメージキャラクターで、2021年3月12日までは『ちちんぷいぷい』のメインキャラクターにも使用）と違って歩行可能な着ぐるみが存在し、2006年1月30日から3月31日まで放送された『銭湯の娘!?』の番宣CMでは矢口真里と共演、2008年10月6日からMBSでもネットが開始されたTBSの情報番組『2時っチャオ!』[25]のMBS向け番宣CMには同番組司会の恵俊彰（ホンジャマカ）、久保田智子（TBSアナウンサー）の2人と共演している。また、『ジャイケルマクソン』のドッキリ企画「MBS社屋で肝試し」（罰ゲーム）で、後ろから突然襲ったことがある。後に、この着ぐるみは土曜日夕方放送の『スキマでジャルジャル』にMCのジャルジャルと一緒に毎週登場した。
- 「オーサカキング」が開催されていた期間（2004 - 2008年）には、同イベントのマスコットキャラクターとして以下の活動に起用されていた。
  - 2007年には大阪で「-キング」に加えて世界陸上選手権が行われたので、5月ごろから「オーサカキング2007」終了まで「大阪燃え燃えオーサカキングだヨン!」、「大阪燃え燃え世界陸上だヨン!」とオーサカキングや世界陸上大阪大会を宣伝した。その後、世界陸上終了まで「大阪燃え燃え世界陸上だヨン!」と世界陸上大阪大会を宣伝した。
  - 2008年は“オーサカキンギョ”の登場により“らいよんキング”は『オーサカキング』のマスコットキャラクターを降板した。しかし会場内に「らいよんチャンハウス」[26]を設けることとなった。
- 2007年秋は、マクドナルドの全世界キャンペーンスローガン「i'm lovin' it」のサウンドロゴのパロディ「love liyon」が放送された。また、これと同時に、らいよんチャンが「さすらいのイージーらいよん」というタイトルでオートバイ「ハーレーダビットヨン」（ハーレーダビッドソンのパロディで、ナンバープレートは『4』）に乗って関西各地を駆け巡るバージョンが製作された。
- 番宣番組「らいよんチャンネル」やIDスポットなどで過去に放送された、らいよんチャンのアニメ名場面を集めた公式DVD「LIYON EXPRESS〜キミのハートに超特急!〜」が、オーサカキング2006の会場で先行発売された。オーサカキング終了後は、大阪・茶屋町の毎日放送本社1階にあるMBSグッズショップ『ネビュラ』や、関西地区のCDショップ・家電量販店、一部のCDネットショップで一般発売されている。2007年7月11日には公式DVD第2弾「Liyon Express: Vol.2 ザ キングバージョン」も発売された。2014年4月11日には公式DVD第3弾「らいよんチャンいまんとこベスト」が発売された。
- 2008年7月10日、MBS公式ビジュアルブック『らいよんチャン本』が講談社より発売された。書店店頭では関西地区限定ながら初刷1万部がプレスされるなど、[27]登場して5年が経っても熱烈な人気を見せ付けている[28]。
- 2009年1月から、小栗旬が出演するソニー・エリクソン製の携帯電話のCMに続いて放送された、そのCMのパロディを演じ話題となる。内容はらいよんロボットの中から、らいよんチャンが出てきてらいよんロボットがつまみあげるというもの（本物はロボットスタイルの小栗の顔が開き、中から同社製の携帯電話が出てきてそれを見つめるというもの）。オチにはソニー・エリクソンの社名ロゴにそっくりなものまで用意され、凝った作りとなっている。
- 同年、アミューズメント施設ラウンドワンのCMでも、「事件簿スポッチャ編」のパロディを放送。本家の30秒CMの直後に、らいよんチャン出演のパロディが30秒連続して流れる1分間の完全オンエアコラボとなった。本家のマリエの役どころを、らいよんチャンが演じるというもの。
- MBSが制作協力している映画『ROOKIES-卒業-』の宣伝でも、予告編の映像に合成で登場したり、作品内で市原隼人が扮する『安仁屋恵壹』のパロディキャラ『羅仁屋』に扮しての決めゼリフ「あったりめーだヨン！」も披露した。
- ウォーリーをさがせ!風のゲーム仕立てになっている「らいよんドコでSHOW」というCMも作られた。
- 2014年4月4日には、『らいよんデイリーストア』（デイリーヤマザキとのコラボレーションによるコンビニエンスストア兼キャラクターグッズショップ）がMBSの本社M館1階に開業した。この際に正面入口へ新設された「まァらいよんチャン像」（接近すると「らいよんチャン」の声が自動で流れる壁面オブジェ）は、茶屋町界隈で格好の待ち合わせ場所になっている。
- 2016年6月には、ショートアニメシリーズ『私立らいよん学園』が制作された[29]。学園の世界に迷い込んだらいよんチャンが他のイケメンらいよんと共に学園生活を送る。イケメンらいよんとして以下の4人が登場する。明るく熱血な性格の舞洲らいや（演・山下大輝）・成績優秀で努力者の四天王寺らいと（演・神谷浩史）・不良ぽい外見で周りから恐れられているが実は世話焼き者の桜ノ宮りよん（演・梶裕貴）・芸術に対し天才的才能を持つ帝塚山らいよねる（演・宮野真守）。2018年4月21日には「私立らいよん学園」のDVDもリリースされている。
- 2017年度からは、MBSが制作するテレビ番組のジャンルごとに、派生キャラクターを登場させている。
  - 「with Tigers」→「タイガース　全力応援宣言」（毎日放送グループによる阪神タイガースの応援キャンペーン）と連動したテレビ番組（『MBSベースボールパーク』として放送する阪神戦中継など）には、オープニングアニメーションなどに「とらいよん」が登場。ユニフォームや帽子を阪神のホームゲーム仕様に似せながら、帽子のロゴに「と」、ユニフォームのロゴに「とらいよん」というひらがなを独自に入れている。
  - 2016年に毎日放送の報道局へ新設された気象情報部では、「レインボーらいよんチャン」というキャラクターを使用。2017年度から、同部が制作や独自予報を担当する天気予報（『VOICE』→『ミント!』内の「あしたのそらいろ」など）や気象関連のイベントなどに登場させている（『ミント!』→『よんチャンTV』で18時台に放送される天気予報では「お天気らいよんチャン」というCGキャラクターで登場）
- ステーションキャラクターとしての使用開始から15周年を迎える2018年度には、「ヘイ・ジュード」（ビートルズの代表曲）に15（ジューゴ）周年を重ねる格好で、「ヘイ・ジューゴ」と称するキャンペーンを展開している。
  - MBSテレビでは、このキャンペーンに合わせて、『アビイ・ロード』のジャケット写真（ビートルズのメンバー全員がアビー・ロードの横断歩道を左から右へ並んで歩く姿を撮影した写真）にちなんだ「らいよんチャン」のアニメーション映像を新たに制作。横断歩道周辺の街並みを茶屋町（MBS本社一帯）の風景、カメラ目線で横断歩道を渡るビートルズのメンバーの顔を「らいよんチャン」に置き換えた格好の映像で、番組宣伝枠（編成上の名称は『らいよんチャンネル』）やスポットCM枠内の番組告知のオープニングに挿入している。
  - また、このキャンペーンに合わせ、『サージェント・ペパーズ・ロンリー・ハーツ・クラブ・バンド』のジャケットを模したビジュアルも制作されている。
- 「らいよんチャン」をスマートスピーカーに見立てたテレビCM（2019年8月から放送中）などで英語による表記（LIYON）を用いることや、MBSの「M」の字を「らいよんチャン」の頭と耳の輪郭に見立てたアレンジロゴを、CM映像の左下部分に表示することがある。2019年10月改編からは、「今夜のMBS（夜間に放送予定のテレビ番組）」を日中に紹介するCMで、CGで描かれた「らいよんチャン」のアニメーション映像がオープニングショットに使われている。
- 毎日放送がテレビ・ラジオ放送事業を兼営していた2020年3月には、日本国内で新型コロナウイルスへの感染が拡大していることを背景に、背広姿でニュースキャスターに扮した「らいよんチャン」が日常生活での注意点を伝えるバージョンを制作。スポットCM枠に加えて、自社制作番組のCM枠でも連日放送していた。また、通常は「らいよんチャン」関連のCMを流していないラジオ放送部門（MBSラジオ）向けにも、同様のバージョンを音声のみで制作している。さらに、感染拡大への防止策として「STAY HOME」（「不要不急の外出を控えよう」というニュアンスの英語）が世界中で要請されていることを背景に、4月第3週（13日）からは全ての世代の視聴者に向けて「おうちにいようよ」と呼び掛けるバージョンも放送。『おうちにいようよ ちちんぷいぷい&ミント!』（『ちちんぷいぷい』と『ミント!』の放送枠を暫定的に合体させた番組として同月20日から5月29日まで放送）の中でも繰り返し流されているほか、「コロナに負けるな」とのメッセージを伝えるバージョンも作られている。同番組が『あしたのために　ちちんぷいぷい&ミント!』として放送された期間（5月25日 - 29日）からは、「おうちにいようよ」に代わって「あしたのために　TOMORROW」バージョンを放送（当該項で詳述）。2022年の夏季には、新型コロナウイルスへの感染と熱中症への対策に関する「4」つのポイント（マスク着脱のシチュエーション・水分の補給・室内の換気・ソーシャルディスタンスの確保）を「らいよんチャン」のアニメーションで表現した啓発CMが新たに作られている。
- 「京湯元ハトヤ瑞鳳閣」（京都市下京区）では、創業70周年を迎えた2020年4月1日から、客室のうち2室を「らいよんチャンルーム」（「提灯の部屋」と「竹林の部屋」）としてリニューアルオープン。いずれの部屋にも「らいよんチャン」のイラストが壁面に描き下ろされているほか、室内の設備に「隠れらいよんチャン」が盛り込まれていて、宿泊客には「らいよんチャン」が描かれたアメニティグッズやオリジナルの落雁を特典として提供している。京湯元ハトヤ瑞鳳閣総支配人の岩井依子が15年来の「らいよんチャン」ファンであることを背景に、同ホテル側から毎日放送への打診をきっかけに、同局の公認で「らいよんチャンルーム」のオープン[30]やラジオCMの放送に至った。ただし、「らいよんチャンルーム」への宿泊については、2024年1月27日（土曜日）をもって終了。
- クリスマス用映像として「メリメリクリスマスらいよん」というものがあり、学校法人ロイヤル学園の公式YouTubeで公開されている。[31] 2020年12月からは、関西地方を盛り上げる目的で、株式会社レスタス（毎日放送と同じ大阪市北区に本社を置くオーダーメイド商品の制作・販売会社）とのコラボレーション企画を展開。らいよんちゃんの「お名前グッズ」（「お名前シール」「名入れグッズ」「お名前スタンプ」など）を「お名前シール製作所」（同社がインターネット上で運営する入学・入園準備向け名入れ商品のECサイト）で順次販売している[32][33]。2021年に入ってからは、毎日放送が「らいよんチャンお名前シール」のスポットCMをテレビで随時流している[34]一方で、『ちちんぷいぷい』（3月12日で放送を終了）の一部曜日でレスタスがコーナースポンサーに付いていた。
- 2020年12月からは、「WEBGYM」（東急スポーツオアシスが運営するオンラインフィットネスアプリ）ともコラボレーション企画を展開。同社は2021年1月に、レスタスと同じく、『ちちんぷいぷい』の一部曜日でコーナースポンサーに付いていた。
- 毎日放送では『よんチャンTV』の開始に合わせて、テレビ番組の宣伝スタイルを一新。らいよんチャンがポゴスティック（ホッピング）に乗りながら「明日の4チャンネルは」と言った後に、番組のPR映像をはさんで、「『よんチャンTV』始まるで」と言いながら自身の顔の輪郭をかたどったペットらしきオブジェをつつく姿をアニメーションで表現している。ちなみに、らいよんチャンは『よんチャンTV』のロゴが書かれた青い服を着用。周囲には蟻が歩いていて、上記のオブジェの中には、『よんチャンTV』のタイトルロゴと放送曜日・放送開始時間（15:40）が記されている。
- 2021年4月2日（金曜日）からは、山崎製パン（デイリーヤマザキの親会社）とのコラボレーションによって開発された「らいよんチャンメロンパン」（カスタードクリーム味）と「ランチパック　4種の野菜入りカレーとビーフカレー」が近畿2府4県の主なスーパーマーケットやコンビニエンスストア（約1,000店舗）で発売されている。同社では、『ちちんぷいぷい』の放送期間中にも、メインパーソナリティやレギュラーアナウンサーとのコラボレーションによるメロンパンやランチパックを期間・地域限定で販売していた。ちなみに、「らいよんチャン」とのコラボレーション商品は他社を含めても初めてだが、『よんチャンTV』発の商品ではない[35]。
  - 実際には、『よんチャンTV』でも番組の開始前から、エースコックとのコラボレーション企画を進行。その結果として、「エースコック　ワンタンメン」をベースに「よんチャンTV×ワンタンメン　4種の海鮮だし塩ラーメン 5食パック」（袋麺の5食パック）「よんチャンTV×ワンタンメンどんぶり　4種の海鮮だし塩ラーメン」（カップ麺）を開発したうえで、2021年10月25日（月曜日）から近畿2府4県の主なスーパーマーケットやコンビニエンスストアで発売されている。いずれの商品のパッケージにも中華料理のコックに扮した「らいよんチャン」と「こぶた」（エースコックのキャラクター）が並んで描かれているが、「こぶた」がかぶるコック帽に（エースコックの英語表記＝ACECOOKの頭文字である）「A」が描かれているのに対して、「らいよんチャン」のコック帽には（毎日放送のリモコンキーID番号である）「4」があしらわれている[36]。
- 2021年10月には、ハロウィンバージョンの映像が流れた。内容は、「らいよんハロウィン」と唱えながら、魔女の格好をしたらいよんチャンが空を飛び、飛んだところにらいよんハロウィンのロゴが出るものだった。
- 5秒クロスとして「いつでもどこでもらいよんちゃんねる」とらいよんチャンが言うものがある。
- 『THE TIME,』（TBSテレビ系列28局のフルネットによる平日早朝の情報番組）の放送開始（2021年10月1日）に際しては、関西ローカル向けの告知を兼ねたアニメーションCMに登場。らいよんチャンの枕元で5:20（放送開始時刻）に目覚まし時計のベルが鳴ると、目を覚ました「らいよんチャン」が（番組名にちなんで）『ターイム』と言いながらベルを止める（または「明日のよんチャンネルは」と言う）演出を施している。
  - 2021年の12月末には、「らいよんチャン」の着ぐるみと福島暢啓（番組内の「列島リアルタイム中継」で近畿広域圏・徳島県内からのリポートを担当する毎日放送アナウンサー）が、『THE TIME,』のセット（TBS放送センターDスタジオ）内でのネット局向け告知CM撮影に参加。その際に、「らいよんチャン」の着ぐるみが「シマエナガダンス」（同番組のスタジオ出演者が午前7時の時報を合図に生放送で披露するダンス）を踊るCMや、「らいよんチャン」の着ぐるみと福島が「シマエナガダンス」を一緒に踊るCM などが撮影された。毎日放送では、前述したアニメーションCMに加えて、以上の実写CMを2022年1月から関西ローカルで放送している。
- 2022年の4月からは、らいよんチャンの顔が前面に描かれた「らいよん号」（前述）を宣伝するCMも、関西ローカル向けのスポットCM枠で放送されている。歌にあわせて「らいよん号」のスケッチが描かれるシーンから始まるCMで、「スケッチが仕上がったタイミングで実車の画像へ切り替わったところで、らいよんチャンの掛け声（『ゴーゴーらいよん号!』）に合わせて『らいよん号』の前面に描かれた顔がいわゆる『キメ顔』に変わる」という演出を施している。
  - 2022年の7月頃からは、「らいよん号」が関西各地の公道（高速道路など）を実際に走行している映像を使用したバージョン（実写版）も放送。実写版は「らいよんゴー！」という掛け声から始まっていて、前述した「♪らいよんチャンネルRide on time,らいよんチャンネルDance all night〜♪」に合わせて上記の映像を流した後に、「見かけたらええことあるかもよ」（「見掛けたら良いことがあるかも知れないよ」というニュアンスの関西弁）という「らいよんチャン」（オカノ）の声で締めくくっている。
- らいよんチャンが誕生20周年を迎えた2023年には、以下の企画を実施している。
  - 誕生日（6月2日）の直前には、20周年を記念したアイキャッチを、関西ローカル向けのスポットCM枠で頻繁に放送。『らいよんデイリーストア』で20周年限定のオリジナルグッズを販売しているほか、毎日放送が関西ローカル向けに制作している番組の一部（『よんチャンTV』など）では、20周年記念のロゴが入った1万円分のQUOカードのプレゼント企画を実施している。8月5日（土曜日）から同月18日（金曜日）までは、『よんチャンTV』などの番組と連動させた「らいよんチャン20周年フェス」を本社M館1階の「ちゃやまちプラザ」で開催[37]。
    - らいよんチャンにとって20回目の誕生日は金曜日で、『よんチャンTV』内の生中継と連動した「らいよんチャン20周年アニバーサリーイベント」がららぽーと門真（大阪府門真市）で開かれたほか、オリジナルのメッセージを添えた20周年記念の全面広告「おかげさまでらいよんチャン20周年!」が『毎日新聞』『朝日新聞』『読売新聞』の朝刊（いずれも大阪本社発行の関西版）に掲載された[38]。さらに、ららぽーと門真で営業している「COLOSSEO Pizza e Pasta」（1階）と「純喫茶とスイーツPARLOUR ラルゴ」（2階）では、「らいよんチャン」とのコラボレーションメニューを6月18日（日曜日）まで提供[39]。「ラルゴ」で提供されていたメニューの一部（らいよんチャンの顔と耳をサフランライスと海苔で再現させた「夏野菜のシーフードカレー」）には、前述した「よんチャンTV×ワンタンメン」シリーズに続いて、河田直也（毎日放送のアナウンサーで『よんチャンTV』のメインパーソナリティ）からのリクエストを可能な限り反映させていた。

  - ユニクロでは、「ユニクロ×らいよんちゃんコラボTシャツ」を2度にわたって製造。最初の販売期間は8月25日（金曜日）から同月31日（木曜日）までの6日間で、大阪市内の3店舗（毎日放送の本社に近い北区内の「OSAKA店」「LINKS OSAKA店」と阿倍野区内の「あべのキューズモール店」）限定で直販していた[40]。2023年10月からは、「第2弾」に当たるTシャツに加えて、パーカーとバッグを「UTme!」（オリジナルのデザインに対応したユニクロの会員制直販サイト）で販売。販売に際しては、アイテム（第2弾Tシャツ・パーカー・バッグ）への貼り付けが可能な「らいよんチャン」のデザインスタンプを「UTme!」で公開するとともに、登録会員がアイテムの種類・色とスタンプの種類・大きさ・位置を「UTme!」上で選べるようになっている。
  - 11月28日からは、20周年記念の公式書籍として、『MBS公式らいよんチャン 20th ANNIVERSARY BOOK』をGakkenから発売している。
  - 12月11日（月曜日）からは、UHA味覚糖と共同で開発した「らいよんチャンコグミ」（小粒のグミ）が、関西地方の一部店舗（スーパーマーケットや「らいよんデイリーストア」などのコンビニエンスストア）と同社直営のオンラインストアで発売されている[41]。前年（2022年）から『よんチャンTV』のレギュラー陣に加わった前田春香（北海道別海町出身の毎日放送アナウンサー）が「『大阪名物の味』を盛り込んだグミを作ってみたい」との希望を味覚糖に提案したことがきっかけで、複数の種類の味のグミを一緒に舐めることによって（大阪名物の1つである）ミックスジュースの味を再現できるように、らいよんチャンの顔をかたどった4種類の味（ミルク味・ピーチ味・ミカン味・バナナ味）のグミを封入している。
- 番組と番組の間にらいよんチャンが腹筋などのトレーニングに挑戦し、4回したあとに「みんなこんなんできるん？」と問いかけるミニアニメが流れている。
- バレーボールネーションズリーグのCMとして、2024年は、らいよんちゃんがバレリーナの格好をして歩いていると、バレーボールが飛んできて、そのボールを雄叫びを上げながら打ち返すという映像が、2025年は、ボールをアタックしようとしたらいよんちゃんにボールが顔面直撃する映像が流れる。

- 「らいよんスポーツ」というタイトルの映像がある。内容はタイトルのあと、野球をしているらいよんちゃんがトンネルエラーをしてしまう映像が流れたあとに当日放送される「SMBC日本シリーズ2024　横浜DeNAベイスターズ対福岡ソフトバンクホークス　第1戦」や「同・第4戦」、翌日放送される「世界野球プレミア12　強化試合　日本×チェコ」「同・オープニングラウンド　日本×台湾」の番宣コマーシャルが流れるというものだった。

## 公式書籍
- 『MBS公式BOOK　らいよんチャン本』（著：『1週間』編集部、発行：講談社、2008年7月10日発売、ISBN 978-4-06-214763-7）
- 『MBS公式らいよんチャン 20th ANNIVERSARY BOOK』（著：毎日放送、発行：Gakken〈GAKKEN MOOK〉、2023年11月28日発売、ISBN 978-4-05-611742-4）

## 関西地方における他の民放テレビ局のステーションキャラクター
- 「おっ!サン」（サンテレビジョン/3ch）
- 「びびちゃん」→「知ったかぶりカイブツリ」（びわ湖放送/3ch）
- 「カモン・ナス」（KBS京都/5ch）
- 「デジーくん」→「栄谷五郎｣（テレビ和歌山/5ch）
- 「キュキュ」→「エビシー」（朝日放送テレビ・ラジオ/6ch）
- 「たこるくん」（テレビ大阪/7ch）
- 「ハチエモン」（関西テレビ放送/8ch）
- 「たしか君」と「もしかちゃん」（奈良テレビ放送/9ch）
- 「テレビヤン」→「ウキキ・ミニニ」→「シノビー」（讀賣テレビ放送/10ch）